# 内田知見
内田 知見（うちだ　ともみ、1988年 - ）は、日本の詰碁作家。囲碁講師。宅地建物取引士。千葉県八千代市出身。

## 経歴
福島県に在住。帝京大学医療技術学部卒業。元院生で、高林拓二六段門下。同門の囲碁棋士に富士田明彦、伊藤優詩などがいる。
アマチュア詰碁作家。通常の囲碁のルールによる詰碁の創作だけでなく、テトリス碁などの特殊ルール下での詰碁の創作も行う。また、100路を越える大型碁盤を使った、シチョウによるアート問題などを手がける。郡山囲碁スクール代表。朝日アマチュア囲碁名人戦全国32強(平成29年度福島県代表)、関東甲信越静囲碁大会栃木県代表(通算4期)。

## 著書
- 『詰碁・32の奇題』（大橋拓文監修 2008年 リード・ブレイン）